# Eriopyga pseudostigma
Eriopyga pseudostigma là một loài bướm đêm trong họ Noctuidae.